# Kitty Lange Kielland
Kitty Lange Kielland (ur. 1843 w Stavanger, zm. 1914 w Kristianii) – norweska malarka, pejzażystka.

## Życiorys
Pochodziła z zamożnej rodziny. Naukę malarstwa podjęła dopiero w wieku 30 lat. W tym celu w 1873 r. zamieszkała w Karlsruhe i została prywatną uczennicą malarza realisty Hansa Gudego, nie mogąc, jako kobieta, oficjalnie dołączyć do jego klasy na akademii sztuk pięknych. Styl malowania jej nauczyciela miał trwały wpływ na jej twórczość. W 1875 r. przeprowadziła się do Monachium, dołączając do funkcjonującej w tym mieście nieformalnej grupy malarzy norweskich. Kształciła się tam pod kierunkiem Hermanna Baischa oraz Eilifa Peterssena. W 1879 r. przeniosła się do Paryża. Również i to miasto w latach 70. i 80. XIX w. było ważnym ośrodkiem edukacji i wymiany doświadczeń dla malarzy nordyckich.
Kielland regularnie podróżowała latem w rodzinne strony; pejzaże regionu Jæren z tamtejszymi równinami, bagnami i torfowiskami stały się głównym powracającym motywem w jej twórczości. Była pod tym względem pionierką, żaden artysta wcześniej nie poświęcił tyle miejsca krajobrazom tej części Norwegii. Jej pejzaże miały realistyczny charakter, starannie i drobiazgowo oddawała zarówno ukazywany krajobraz, jak i przedstawiane zjawiska atmosferyczne. Pierwsze dzieło, jakie wystawiła publicznie, zaprezentowany na paryskim Salonie w 1879 r. Widok Ogne, było właśnie pejzażem z regionu jej urodzenia. Kielland była przy tym jedną z pierwszych norweskich pejzażystek, gdyż w jej czasach kobiety trudniące się malarstwem tworzyły głównie portrety i kompozycje we wnętrzach. Ponadto jako jedna z pierwszych w Norwegii tworzyła całe kompozycje w plenerze.
Kielland zabierała głos w publicznych debatach o sztuce oraz o prawach kobiet. Pisała opowiadania, artykuły i listy do pracy, w których domagała się równych praw i obowiązków dla mężczyzn i kobiet tak w domu, jak i w miejscu pracy. W 1884 r. była jedną z założycielek Norweskiego Stowarzyszenia na rzecz Praw Kobiet. Wspierała młodszych artystów, przyczyniła się do powstania pierwszej kolekcji muzeum sztuki w Stavanger i stworzyła fundusz na zakupy dzieł na potrzeby Galerii Narodowej w Kristianii.
Przebywając w Paryżu, interesowała się nowymi trendami w sztuce i pobierała lekcje u Léona Pelouse’a. Była jedną z prekursorek neoromantyzmu w malarstwie norweskim, zainspirowana twórczością Pierre’a Puvisa de Chavannesa. W latach 90. XIX w., pod wpływem Jensa Ferdinanda Villumsena, uprościła swój styl tworzenia. W jej obrazach zaczęły dominować motywy górskie oraz wyobrażenia kwiatów. W ostatnich latach, cierpiąc z powodu demencji, malowała niewiele.

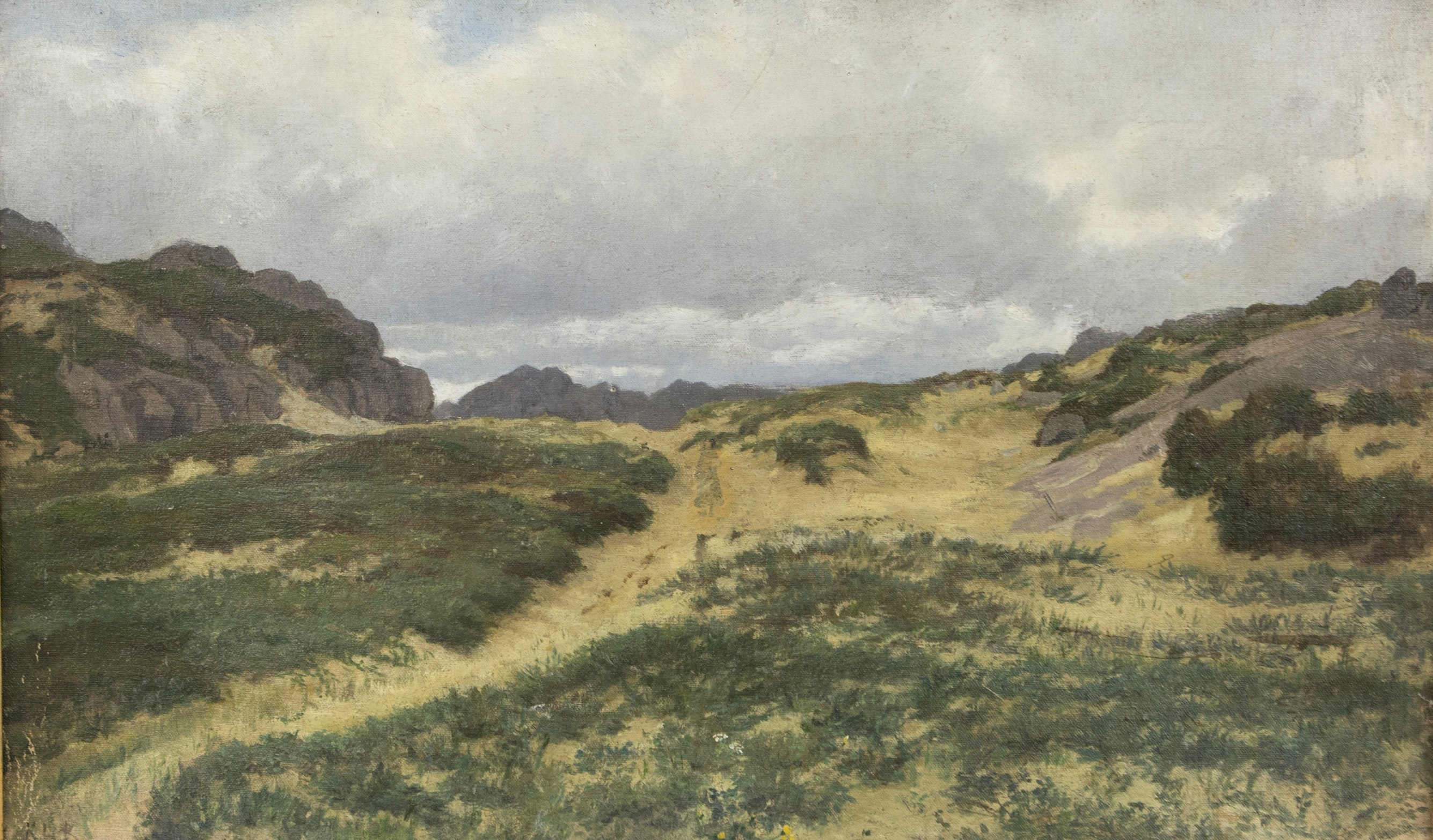
Widok Ogne

Siostra pisarza Alexandra Kiellanda, jednego z czołowych norweskich pisarzy realistów. Rodzeństwo utrzymywało ze sobą kontakty i inspirowało się nawzajem w procesach twórczych.